# Gérard Blitz (Unternehmer)
Gérard Blitz (* 28. Februar 1912 in Antwerpen; † 5. März 1990 in Paris) war ein belgischer Unternehmer und Yogi.

## Leben
Blitz war der Sohn des Diamantenhändlers und Wasserballspielers Maurice Blitz und Neffe von Gérard Blitz, der ebenfalls Wasserballspieler und Mitglied des belgischen Olympiateams war.
Während der deutschen Besatzung im Zweiten Weltkrieg beteiligte sich Blitz an der französischen Widerstandsbewegung.
Am 27. April 1950 gründete er den Club Méditerranée und eröffnete das erste Ressort auf Mallorca. Er gilt als Erfinder des all-inclusive resort.
Blitz ist auch für den Yoga in Europa von Bedeutung. Er studierte bei T. K. V. Desikachar. 1972 gründete er zusammen mit Claude Peltier, Roger Clerc, Nile Hahoutoff und André Van Lysebeth die European Union of Yoga, dem europäischen Zweig der International Yoga Federation, dessen Generalsekretär er seit 1974 und später, bis zu seinem Tod 1990, Präsident er war.
Er war zweimal verheiratet, zuerst mit Denise Libbrecht, dann mit Claudine Coindeau. Er hatte vier Söhne und eine Tochter.

## Schriften
- Der Yogaweg des Patanjali – Ein kleiner Leitfaden für Übende und Lehrende, Verlag Via Nova, ISBN 978-3-86616-118-4
- Die Wege des Yoga – Die Grundgedanken der großen Schulen der Yoga-Tradition (zusammen mit Jacques Blache und Desjardins Arnaud), O.W. Barth Verlag, ISBN 978-3-502-63070-8.

| Personendaten    | Personendaten                   |
| ---------------- | ------------------------------- |
| NAME             | Blitz, Gérard                   |
| KURZBESCHREIBUNG | belgischer Unternehmer und Yogi |
| GEBURTSDATUM     | 28. Februar 1912                |
| GEBURTSORT       | Antwerpen                       |
| STERBEDATUM      | 5. März 1990                    |
| STERBEORT        | Paris                           |